# Lånefinansierat uppköp
Lånefinansierat uppköp är finansiella transaktioner där ett företag köps med en kombination av eget kapital och skuld, med bolagets kassaflöde som säkerhet. Kassaflödet ska sedan betala av lånet. Lånet som allmänt har en lägre kapitalkostnad än eget kapital, syftar till att minska den totala kostnaden förvärvet. Skuldkostnaden är lägre eftersom räntebetalningarna ofta är avdragsgilla, vilket utdelningarna normalt sett inte är. Den minskade finansieringskostnaden möjliggör större vinster, som ökar eget kapital, vilket ger en hävstång gentemot eget kapital. Det vill säga med mindre eget kapital kan man åstadkomma större avkastning.